# عاشقة الحرية
عاشقة الحرية، مجموعة شعرية من مؤلفات الشاعرة والكاتبة العربية السورية غادة السمان، صدرت في عام 2010، عن منشورات غادة السمان في بيروت، لبنان.